# Runovići
Runovići, anticamente in italiano Novanio, è un comune della Regione spalatino-dalmata in Croazia. Al 2001 possedeva una popolazione di 2.643 abitanti.

## Località
Il comune di Runovići è suddiviso in 3 frazioni (naselja) di seguito elencate. Tra parentesi il nome in lingua italiana, generalmente desueto.
- Podosoje (Podosse[3])
- Runovići (Novanio)
- Slivno